# Emilio Iovio
Emilio Iovio (Hamilton, 9 marzo 1962) è un ex hockeista su ghiaccio canadese naturalizzato italiano.

## Carriera
Nato in Canada, fa le giovanili con nella Ontario Hockey Association.
Con la Nazionale italiana ha giocato i mondiali 1982, mondiali 1992, mondiali 1993 e mondiali 1994 di prima divisione e le olimpiadi 1992 e olimpiadi 1994.

## Palmarès

### Club
- Campionato italiano: 2

 Varese: 1986-87
 Devils Milano: 1993-94

### Nazionale
- mondiali B: 1 vittoria, miglior marcatore

 Italia: mondiali B 1991